# Viviers, Ardèche
Viviers, tudi Viviers-sur-Rhône, (okcitansko Vivièrs) je naselje in občina v jugovzhodnem francoskem departmaju Ardèche regije Rona-Alpe. Leta 2005 je naselje imelo 3.768 prebivalcev.

## Geografija
Kraj se nahaja v pokrajini Languedoc na desnem bregu reke Rone, 60 km južno od središča departmaja Privas.

## Administracija
Viviers je sedež istoimenskega kantona, v katerega so poleg njegove vključene še občine Alba-la-Romaine, Aubignas, Saint-Thomé, Le Teil in Valvignères s 13.619 prebivalci. 
Kanton je sestavni del okrožja Privas.

## Zgodovina
Ozemlje Viviers je v antiki naseljevalo galsko pleme Helvii, ki so imeli svoje središče sprva v bližnjem Albi Helviorumu. Po njegovem propadu je postal njihov center Viviers, ki je v 5. stoletju postal tudi sedež škofije, obenem pa tudi po njem imenovanega zgodovinskega ozemlja Vivarais.

## Zanimivosti
- rimsko obdobje:
  - most z 11 loki,
  - kapela Saint-Hostian,
- srednji vek:
- katedrala Saint-Vincent de Viviers,
- ostanki obzidja skarolinškim donjonom,
- renesansa:
  - Maison Noël Albert (maison des chevaliers),
- 18. stoletje:
- škofijska palača.